# Godisson
Godisson ist eine ehemalige französische Gemeinde mit 103 Einwohnern (Stand: 1. Januar 2022) im Département Orne in der Region Normandie. Sie gehörte zum Arrondissement Mortagne-au-Perche. Die Bewohner werden Godissonnais und Godissonnaises genannt.
Der Erlass des Präfekten vom 13. September 2024 legte mit Wirkung zum 1. Januar 2025 die Eingliederung von Godisson als Commune déléguée zusammen mit den früheren Gemeinden Le Merlerault, La Genevraie, Les Authieux-du-Puits und Nonant-le-Pin zur Commune nouvelle Merlerault-le-Pin fest.

## Geografie

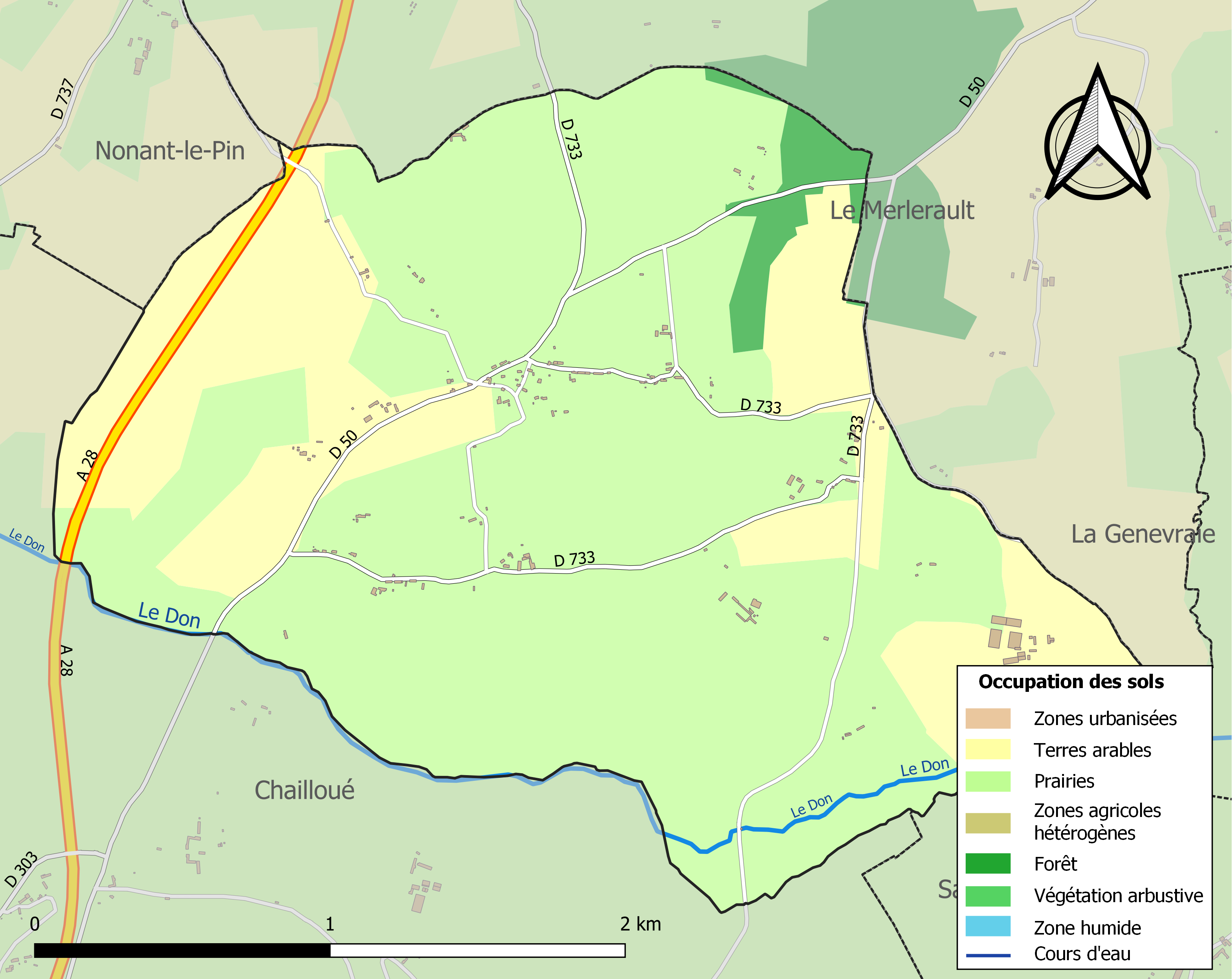
Bodennutzung, Hydrografie und Infrastruktur von Godisson (2018)

Godisson liegt etwa 28 Kilometer nordwestlich von Mortagne-au-Perche und etwa 30 Kilometer nordnordöstlich von Alençon im Süden der Région naturelle des Pays d’Auge. Das Ortsgebiet wird entwässert vom Don, einem Nebenfluss der Orne, der es im Süden mit seinen Seitenarmen begrenzt. Godisson besteht aus verstreut liegenden Weilern ohne eigentliches Zentrum. Das Relief des Ortsgebiets ist hügelig. Das ehemalige Bürgermeisteramt liegt mit der Pfarrkirche zentral auf etwa 220 m Höhe. Die höchste Erhebung wird im Norden an der Grenze zum Nachbarort Le Merlerault mit 300 m, die niedrigste im Südwesten mit 175 m am Austritt des Don aus dem Ortsgebiet gemessen.
Teile des Gebiets von Godisson gehören zum Natura-2000-Schutzgebiet „Haute vallée de l’Orne et affluents“ (FR2500099). Rund 98 % der Fläche von Godisson werden landwirtschaftlich, hauptsächlich als Weideland genutzt, rund 2 % sind bewaldet, hauptsächlich im Nordosten (Stand: 2018).
Umgeben wird Godisson von den Communes déléguées Le Merlerault im Nordosten und La Genevraie im Osten, den Nachbargemeinden Saint-Léonard-des-Parcs im Südosten und Chailloué im Südwesten sowie der Commune déléguée Nonant-le-Pin im Nordwesten.

## Bevölkerungsentwicklung
| Godisson: Einwohnerzahlen von 1793 bis 2020                                                                                | Godisson: Einwohnerzahlen von 1793 bis 2020 | Godisson: Einwohnerzahlen von 1793 bis 2020 | Godisson: Einwohnerzahlen von 1793 bis 2020 | Godisson: Einwohnerzahlen von 1793 bis 2020 |
| --- | ------------------------------------------- | ------------------------------------------- | ------------------------------------------- | ------------------------------------------- |
| Jahr |                                             |                                             |                                             | Einwohner                                   |
| 1793 | 1793                                        |                                             | 370                                         | 370                                         |
| 1800 | 1800                                        |                                             | 347                                         | 347                                         |
| 1806 | 1806                                        |                                             | 330                                         | 330                                         |
| 1821 | 1821                                        |                                             | 328                                         | 328                                         |
| 1836 | 1836                                        |                                             | 341                                         | 341                                         |
| 1841 | 1841                                        |                                             | 326                                         | 326                                         |
| 1846 | 1846                                        |                                             | 288                                         | 288                                         |
| 1851 | 1851                                        |                                             | 278                                         | 278                                         |
| 1856 | 1856                                        |                                             | 255                                         | 255                                         |
| 1861 | 1861                                        |                                             | 255                                         | 255                                         |
| 1866 | 1866                                        |                                             | 266                                         | 266                                         |
| 1872 | 1872                                        |                                             | 245                                         | 245                                         |
| 1876 | 1876                                        |                                             | 252                                         | 252                                         |
| 1881 | 1881                                        |                                             | 226                                         | 226                                         |
| 1886 | 1886                                        |                                             | 210                                         | 210                                         |
| 1891 | 1891                                        |                                             | 204                                         | 204                                         |
| 1896 | 1896                                        |                                             | 187                                         | 187                                         |
| 1901 | 1901                                        |                                             | 177                                         | 177                                         |
| 1906 | 1906                                        |                                             | 199                                         | 199                                         |
| 1911 | 1911                                        |                                             | 182                                         | 182                                         |
| 1921 | 1921                                        |                                             | 192                                         | 192                                         |
| 1926 | 1926                                        |                                             | 190                                         | 190                                         |
| 1931 | 1931                                        |                                             | 171                                         | 171                                         |
| 1936 | 1936                                        |                                             | 176                                         | 176                                         |
| 1946 | 1946                                        |                                             | 170                                         | 170                                         |
| 1954 | 1954                                        |                                             | 174                                         | 174                                         |
| 1962 | 1962                                        |                                             | 132                                         | 132                                         |
| 1968 | 1968                                        |                                             | 165                                         | 165                                         |
| 1975 | 1975                                        |                                             | 126                                         | 126                                         |
| 1982 | 1982                                        |                                             | 91                                          | 91                                          |
| 1990 | 1990                                        |                                             | 68                                          | 68                                          |
| 1999 | 1999                                        |                                             | 101                                         | 101                                         |
| 2006 | 2006                                        |                                             | 107                                         | 107                                         |
| 2013 | 2013                                        |                                             | 114                                         | 114                                         |
| 2020 | 2020                                        |                                             | 105                                         | 105                                         |
| Quelle(n): EHESS/Cassini bis 1999, INSEE ab 2006 Anmerkung(en): Ab 1962 offizielle Zahlen ohne Einwohner mit Zweitwohnsitz |                                             |                                             |                                             |                                             |

## Sehenswürdigkeiten
- Kirche Saint-Georges
- Kapelle Notre-Dame-de-la-Coquenne
- Reste des Schlosses Le Mesnil Hurel

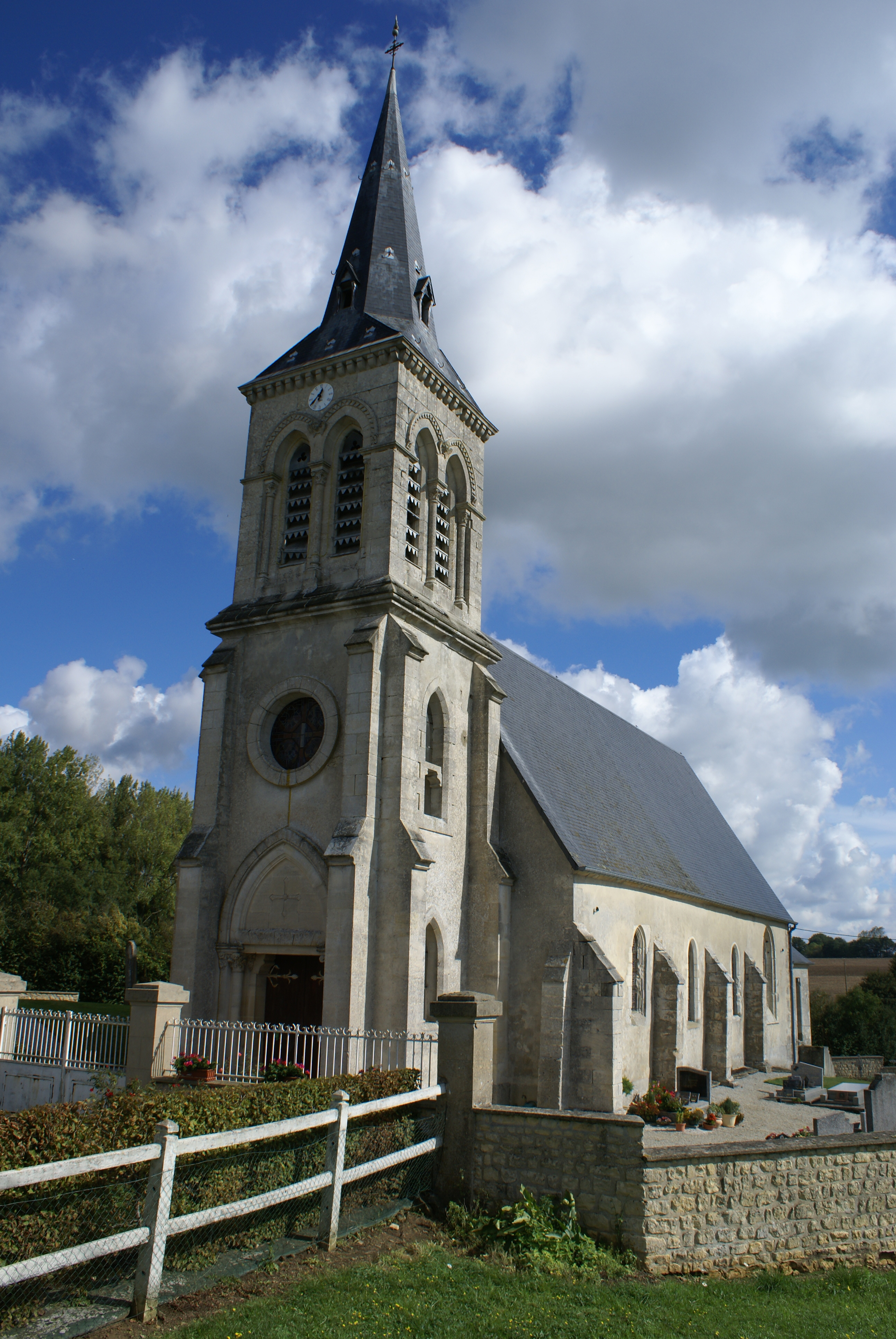
Kirche Saint-Georges
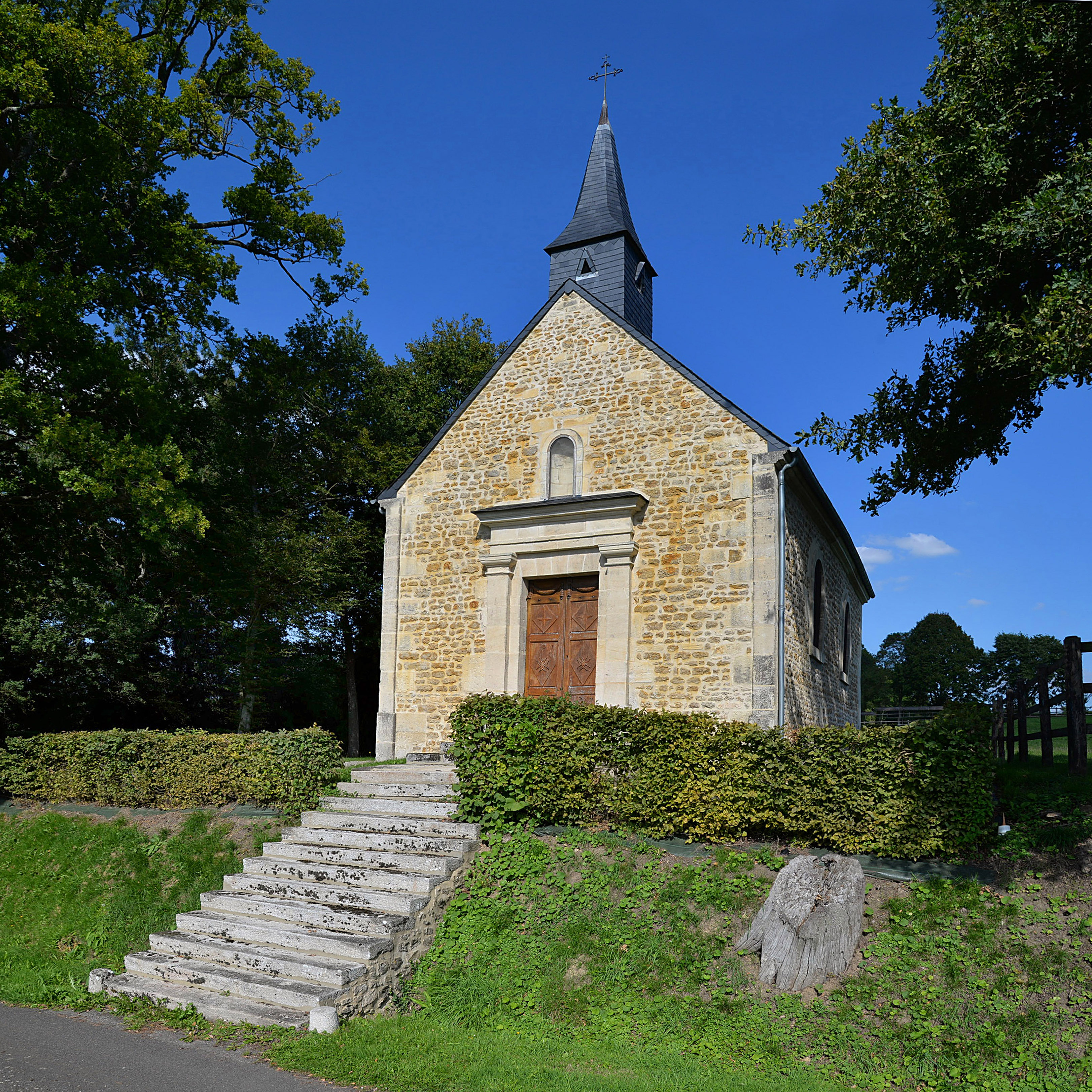
Kapelle Notre-Dame-de-la-Coquenne